# Netty (framework)
Netty est un framework non bloquant d'entrée-sortie (en anglais non-blocking I/O ou NIO) client-serveur pour le développement d'applications réseau Java telles que des protocoles clients serveurs et des clients. Le framework applicatif piloté par les événements réseau asynchrones et les outils sont utilisés pour simplifier la programmation réseau tels que les serveurs de socket TCP et UDP. Netty intègre une implémentation du patron reactor. Développé à l'origine par JBoss, Netty est maintenant développé et maintenu par la Netty Project Community.
En plus d'être un framework d'application réseau asynchrone, Netty intègre également le support de HTTP, HTTP2, DNS et plusieurs autres protocoles, la possibilité d'être exécuté à l'intérieur d'un conteneur de servlet, le support des WebSockets, l'intégration avec Google Protocol Buffers, le support SSL/TLS, le support du protocole SPDY et la compression de messages. Netty a été activement développé depuis 2004.
À partir de la version 4.0.0, Netty prend également en charge l'utilisation de NIO.2 comme backend, avec NIO et les sockets Java bloquants.